# Estoque (arma)

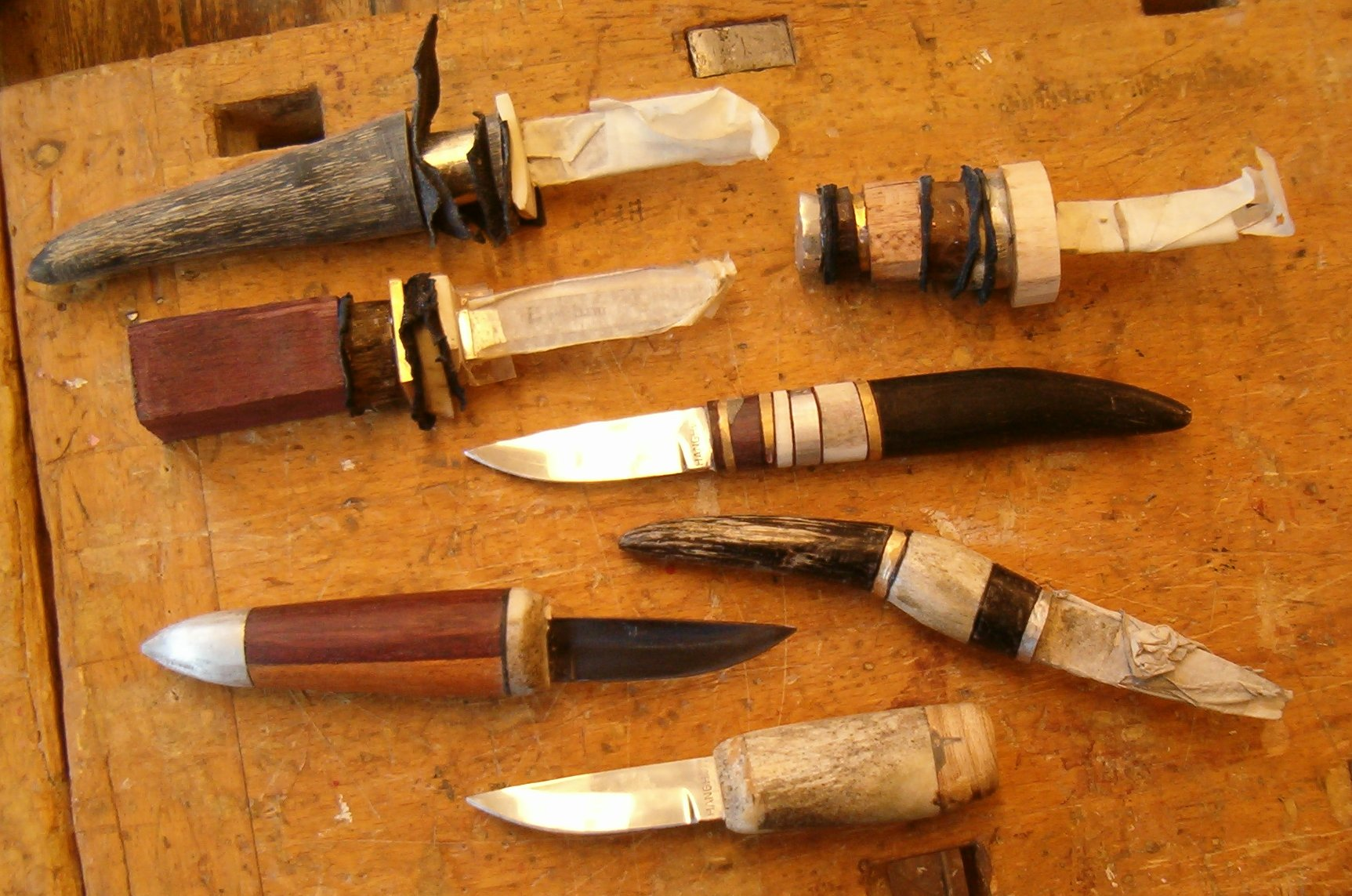

Estoque é o nome genérico das facas improvisadas, feitas com materiais diversos e não raro com fio precário ou apenas com uma ponta afiada.
Estoques costumam ser encontrados principalmente em presídios durante rebeliões carcerárias ou como armas de auto-defesa.